# Majorszky János
Majorszky János (Mojsfalva, 1803 – 1856. augusztus 27.) bölcseleti és jogi doktor, ügyvéd.

## Élete
1823 és 1827 között a pesti papnöveldében tanult, majd innen kilépve és a pesti egyetemen folytatta tanulmányait, ahol bölcsészdoktori oklevelet szerzett. Egy ideig a kegyes-tanítórend budai gimnáziumában segédtanár volt, ez idő alatt jogi vizsgáit is letette, és ügyvédi képesítést szerzett. 1835-ben nőül vette Valter Erzsébetet. Pesten ügyvédkedett egészen haláláig.

## Művei
- Carmen partoritium honoribus rev. patris Constantini Eschner clerici regularis piarum scholarum nec non in regio majori gymnasio Pestiensi II. humanitatis scholae professoris. In documentum verae gratitudinis ab auditoribus suis occasione lucis onomasticae reverenter dicatum die 27. Julii anno 1823. Pesthini.
- Honoribus rev. dni Joannis Dertsik ecclesiae metropolitanae Strigoniensis canonici, dum habenas regendi seminarii Pestani capesseret. Budae, 1826. (Költemény.).
- Honoribus magn. ac clarissimi dni Ludovici de Schedius, dum is in s. c. et. r. a. m. cousiliarium clementer denominaretur. Uo. 1830. (Költ.).
- Enchiridion antiquae geographieae. Uo. 1831.
- Paean ill. dno Alexandro Mérey de Kapos-Mére i. com. Somogy supremo comiti, in specimen profundissimae venerationis oblatus. Uo. 1832. (Költ.)
- Városaink, philosophiai tekintetből. Budaváros képeivel Holló Mátyás és a törökök alatt, s Pannonia, Dacia, Mösia abrószával. Uo. 1842.